# タマミ
タマミ（欧字名:Tamami、1967年5月8日 - 1977年7月28日）は、日本の競走馬、繁殖牝馬。
1970年の桜花賞など中央競馬の重賞競走を5勝し、快足の逃げ馬として知られた。1970年度啓衆社賞最良スプリンターを受賞している。ルックスの面でも人気を博し「美少女」と呼ばれた。

## 経歴
3歳8月に東京競馬場でデビューを迎え、初戦で勝利を挙げた。しかし、続く2戦を2着としてからは凡走が続き、条件特別戦を5連敗。年末の条件特別を勝ち2勝目を挙げたものの、この時点では平凡な競走馬だった。
しかし、年明け初戦のオープン戦・4歳牝馬ステークスをレコードタイムで逃げ切って2連勝を遂げると、次走のクイーンカップも2着馬を5馬身突き放して重賞初制覇。この年関東所属馬にはクラシックに向けての有力馬が存在しなかったが、この勝利によりタマミが最有力候補馬となった。
次走から関西入りし、当時開場間もない栗東トレーニングセンターに担当厩務員の蛯名幸作とともに滞在した。鞍上がここまでの主戦騎手・田村正光から高橋成忠に変わる。桜花賞トライアル・阪神4歳牝馬特別では2番人気に支持され、関西所属の有力馬・フジノタカヒメを3馬身半突き放しての逃げ切り勝利を収めた。この勝利により一躍桜花賞への最有力馬となり、迎えた桜花賞では1番人気に推された。レースはスタート直後から2番人気のタニノタマナーに競り掛けられるも逆に競り潰し、直線では独走状態となって2着のスターウイングに4馬身差の圧勝。5連勝で桜花賞制覇を果たした。
この圧勝劇に、続くオークスでも圧倒的1番人気となったが、大幅な距離延長と不良馬場に脚を取られて早々に失速し、ジュピックの14着と大敗した。夏の休養を経ての秋緒戦・クイーンステークスも11着に敗れ、次に出走した短距離戦のスプリンターズステークスは苦手の不良馬場だったが、持ち前のスピードを活かして一気に逃げ切り、ハナ差で4つ目の重賞を手にした。この年はこれが最後の勝利となり、最優秀4歳牝馬は秋に2度タマミを破ったハーバーゲイムに譲ったが、最良スプリンターのタイトルを受賞した。
明けて5歳となり2戦目の京王杯スプリングハンデキャップを制すると、その後は夏まで走り、オープン戦の巴賞3着を最後に競走馬を引退。繁殖牝馬となった。しかし、その後はこれといった産駒を出せないまま、1977年夏に胃癌のため11歳で死亡した。後継牝馬は1頭しか残せず、曾孫の代でタマミの血は絶えた。

## 競走成績
以下の内容は、netkeiba.comおよびJBISサーチの情報に基づく。
| 競走日     | 競馬場 | 競走名             | 格    | 距離 （馬場） | 頭 数 | 枠 番 | 馬 番 | オッズ （人気） | 着順 | タイム  | 騎手      | 斤量 [kg] | 1着馬 （2着馬）    |
| ---------- | ------ | ------------------ | ----- | ------------- | ----- | ----- | ----- | --------------- | ---- | ------- | --------- | --------- | ------------------ |
| 1969.08.24 | 東京   | 3歳新馬            |       | ダ1000m（稍） | 6     | 4     | 4     | 007.10（3人）   | 01着 | 01:01.6 | 0田村正光 | 47.5      | （サンセイソロン） |
| 0000.09.06 | 東京   | なでしこ賞         | 100万 | ダ1000m（良） | 9     | 8     | 8     | 022.20（6人）   | 02着 | 01:00.6 | 0田村正光 | 50        | ジュールヒメ       |
| 0000.09.23 | 中山   | 野菊賞             | 160万 | 芝1200m（良） | 12    | 7     | 10    | 014.20（5人）   | 02着 | 01:12.3 | 0田村正光 | 50        | メジロスルガ       |
| 0000.10.18 | 中山   | あきはぎ賞         | 170万 | 芝1200m（良） | 9     | 1     | 1     | 003.00（1人）   | 04着 | 01:11.7 | 0田村正光 | 50        | クリシバ           |
| 0000.11.16 | 東京   | 黄菊賞             | 200万 | 芝1400m（不） | 14    | 6     | 10    | 013.00（5人）   | 06着 | 01:31.6 | 0田村正光 | 50        | ヒカルカマタ       |
| 0000.11.30 | 東京   | 白菊賞             | 200万 | 芝1200m（重） | 16    | 1     | 1     | 004.70（1人）   | 10着 | 01:17.9 | 0田村正光 | 50        | ハクフドウ         |
| 0000.12.13 | 中山   | 寒菊賞             | 200万 | 芝1200m（良） | 11    | 2     | 2     | 009.10（4人）   | 01着 | 01:11.4 | 0田村正光 | 51        | （ロンタイム）     |
| 1970.01.17 | 東京   | 4歳牝馬S           |       | 芝1400m（良） | 13    | 1     | 1     | 008.60（4人）   | 01着 | 01:24.8 | 0田村正光 | 53        | （プリーズターフ） |
| 0000.02.15 | 東京   | クイーンC          |       | ダ1400m（良） | 13    | 6     | 8     | 002.70（1人）   | 01着 | 01:25.7 | 0田村正光 | 52        | （スターウイング） |
| 0000.03.15 | 阪神   | 阪神4歳牝馬特別    |       | 芝1400m（良） | 16    | 2     | 3     | 005.00（2人）   | 01着 | 01:24.2 | 0高橋成忠 | 53        | （フジノタカヒメ） |
| 0000.04.05 | 阪神   | 桜花賞             |       | 芝1600m（良） | 20    | 3     | 5     | 002.90（1人）   | 01着 | 01:37.9 | 0高橋成忠 | 55        | （スターウイング） |
| 0000.05.17 | 東京   | 優駿牝馬           |       | 芝2400m（不） | 22    | 6     | 15    | 003.90（1人）   | 14着 | 02:44.6 | 0高橋成忠 | 55        | ジュピック         |
| 0000.09.20 | 中山   | クイーンS          |       | 芝2000m（稍） | 13    | 6     | 8     | 003.40（1人）   | 11着 | 02:04.1 | 0中島啓之 | 56        | ハーバーゲイム     |
| 0000.10.11 | 中山   | スプリンターズS    |       | 芝1200m（不） | 9     | 8     | 8     | 007.20（3人）   | 01着 | 01:10.8 | 0中島啓之 | 53        | （スイノオーザ）   |
| 0000.11.01 | 東京   | 牝馬S              |       | 芝2000m（良） | 14    | 3     | 3     | 008.30（3人）   | 04着 | 02:02.8 | 0中島啓之 | 53        | キヨズイセン       |
| 0000.11.22 | 東京   | ダービー卿CT       |       | 芝1800m（稍） | 11    | 8     | 10    | 013.50（7人）   | 10着 | 01:52.1 | 0中島啓之 | 54        | クリシバ           |
| 0000.12.06 | 中山   | クモハタ記念       |       | 芝1800m（良） | 15    | 8     | 14    | 021.40（8人）   | 15着 | 01:51.6 | 0蓑田早人 | 52        | スイノオーザ       |
| 0000.12.27 | 中山   | 牝馬東京タイムズ杯 |       | 芝1600m（良） | 12    | 5     | 5     | 010.30（4人）   | 02着 | 01:36.3 | 0中島啓之 | 56        | ハーバーゲイム     |
| 1971.01.31 | 東京   | 東京新聞杯         |       | 芝2000m（良） | 17    | 7     | 13    | 019.5（11人）   | 03着 | 02:03.1 | 0増沢末夫 | 51        | トレンタム         |
| 0000.02.14 | 東京   | 京王杯SH           |       | ダ1700m（稍） | 8     | 7     | 7     | 004.50（2人）   | 01着 | 01:44.4 | 0増沢末夫 | 52        | （メジロムサシ）   |
| 0000.03.14 | 中山   | 中山牝馬特別       |       | 芝1800m（良） | 11    | 2     | 2     | 005.80（3人）   | 03着 | 01:51.1 | 0増沢末夫 | 57        | ハーバーゲイム     |
| 0000.04.10 | 中山   | 5歳以上            |       | ダ1800m（不） | 10    | 1     | 1     | 003.00（1人）   | 04着 | 01:51.9 | 0星野忍   | 56        | キクノホープ       |
| 0000.05.09 | 中山   | アルゼンチンJCC    |       | 芝2500m（良） | 9     | 2     | 2     | 023.90（7人）   | 09着 | 02:40.0 | 0中島啓之 | 55        | メジロアサマ       |
| 0000.07.11 | 函館   | 巴賞               |       | 芝1800m（不） | 6     | 3     | 3     | 005.10（3人）   | 03着 | 01:57.1 | 0高橋成忠 | 57        | グランドプロス     |

## 「美少女」
栃栗毛に近い明るい鹿毛の馬体を持ち、細面の顔には額の大きな星（白斑）から真っ直ぐに流星が伸びており、ぱっちりとした目は「目千両」と評され、タマミはしばしば「美少女」と呼ばれて人気を博した。競馬評論家の井崎脩五郎と競馬実況アナウンサーの小林皓正は、2000年に『優駿』誌上で行われた座談会で「最も可愛かった馬」としてタマミを挙げ、様々な競馬エッセイでも知られる文筆家の寺山修司は、その姿を「少女のように可憐だった」と評した。
また寺山はエッセイの中で「日本一の逃げ馬」としてもタマミを挙げた。タマミは非常に「テンが速い（スタートダッシュが速い）」ことで知られ、不良馬場で行われたスプリンターズステークス優勝時の、スタートからの3ハロンのタイム33秒9は、後にスプリンターズステークスを連覇し「日本一の逃げ馬」の称号を引き継ぐサクライワイが出るまで最速のラップタイムであり、またそこから逃げ切り勝ちを収めるということは当時としては驚異的なことだった。このように優れたスピードを持ち、血統的な含みもありながらの早世は「美人薄命」と惜しまれた。

## 血統表
| タマミの血統（ネアルコ系 / Blandford5×4=9.38%） | タマミの血統（ネアルコ系 / Blandford5×4=9.38%） | タマミの血統（ネアルコ系 / Blandford5×4=9.38%） | （血統表の出典）   | （血統表の出典） |
| 父 *カリム Karim 1953 鹿毛                      | 父の父Nearco 1935 黒鹿毛                        | Pharos                                          | Phararis           | Phararis         |
| 父 *カリム Karim 1953 鹿毛                      | 父の父Nearco 1935 黒鹿毛                        | Pharos                                          | Scapa Flow         |                  |
| 父 *カリム Karim 1953 鹿毛                      | 父の父Nearco 1935 黒鹿毛                        | Nogara                                          | Harvesac           | Harvesac         |
| 父 *カリム Karim 1953 鹿毛                      | 父の父Nearco 1935 黒鹿毛                        | Nogara                                          | Catnip             |                  |
| 父 *カリム Karim 1953 鹿毛                      | 父の母Skylarking 1932 鹿毛                      | Mirza                                           | Blenheim           | Blenheim         |
| 父 *カリム Karim 1953 鹿毛                      | 父の母Skylarking 1932 鹿毛                      | Mirza                                           | Mumtaz Mahal       |                  |
| 父 *カリム Karim 1953 鹿毛                      | 父の母Skylarking 1932 鹿毛                      | Jennie                                          | Apelle             | Apelle           |
| 父 *カリム Karim 1953 鹿毛                      | 父の母Skylarking 1932 鹿毛                      | Jennie                                          | Lindos Ojos        |                  |
| 母 グランドフォード 1958 鹿毛                   | 母の父トサミドリ 1946 栗毛                      | *プリメロ Primero                               | Blandford          | Blandford        |
| 母 グランドフォード 1958 鹿毛                   | 母の父トサミドリ 1946 栗毛                      | *プリメロ Primero                               | Athasi             |                  |
| 母 グランドフォード 1958 鹿毛                   | 母の父トサミドリ 1946 栗毛                      | *フリッパンシー Flippancy                       | Flamboyant         | Flamboyant       |
| 母 グランドフォード 1958 鹿毛                   | 母の父トサミドリ 1946 栗毛                      | *フリッパンシー Flippancy                       | Slip               |                  |
| 母 グランドフォード 1958 鹿毛                   | 母の母クリゾノ 1950 栗毛                        | トシシロ                                        | *ダイオライト      | *ダイオライト    |
| 母 グランドフォード 1958 鹿毛                   | 母の母クリゾノ 1950 栗毛                        | トシシロ                                        | 月城               |                  |
| 母 グランドフォード 1958 鹿毛                   | 母の母クリゾノ 1950 栗毛                        | クリススム                                      | トキノチカラ       | トキノチカラ     |
| 母 グランドフォード 1958 鹿毛                   | 母の母クリゾノ 1950 栗毛                        | クリススム                                      | ブライトン F-No.12 |                  |

父・カリムは、タマミを除いてはB級の短距離馬を多く輩出した種牡馬であるが、「アラブの魔女」と称されたイナリトウザイの父でもあり、ハイセイコーの母の父としても知られる。母系は1907年に小岩井農場が輸入した牝馬・ビューチフルドリーマーから連なる牝系で、一般に「ビューチフルドリーマー系」と呼ばれる。タマミの系統は5代母・第三ビューチフルドリーマーから4代母のブライトンに分枝したもので、同系の活躍馬には菊花賞優勝馬のインターグシケンや、本馬の従姉妹にあたる京都大賞典2勝馬ヤマノシラギクがいる。